# Vanlay
Vanlay est une commune française, située dans le département de l'Aube en région Grand Est.

## Géographie

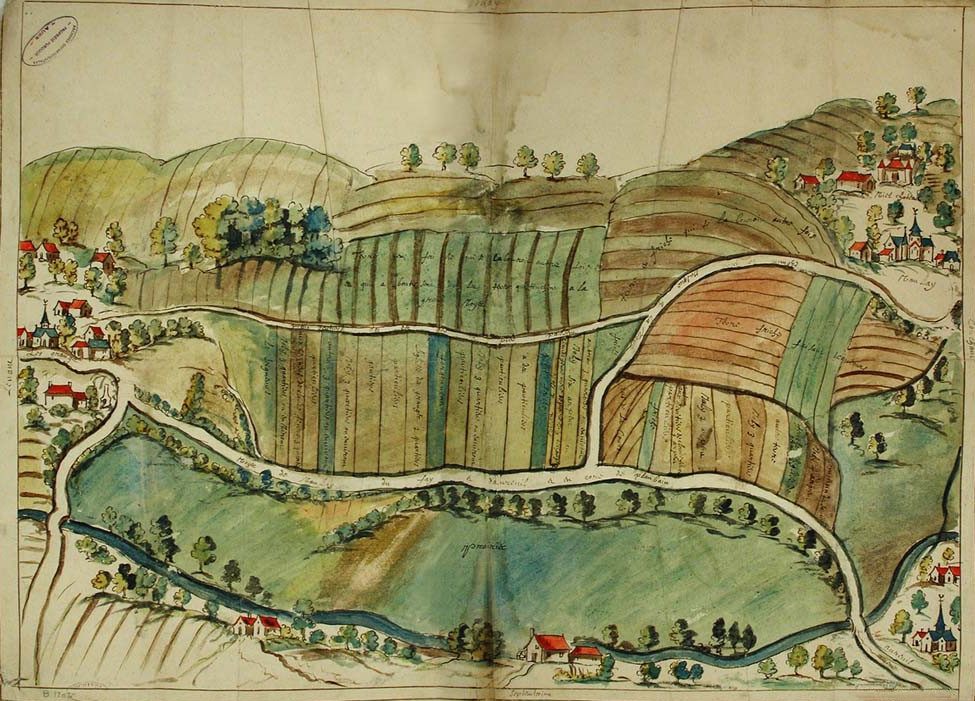
Ancienne représentation de Vanlay.

| Avreuil                | La Loge-Pomblin | Les Granges |
| Davrey Chessy-les-Prés | Vanlay          | Turgy       |
| Bernon                 | Prusy           | Vallières   |

### Topographie
Sur le cadastre de 1830 se trouvait : Baraques, Barotte, les Bois-Lassus, -le-Roi, -le-Major, Bourbereau, Bray, Bruyères, Chalos, Chameuse, Chamelle, l'ancien et le Petit-Château, Fontaine-Baillot, les Fays, les Fourneaux, Gorvelle, Grand-Rupt, les Lames, Latets, la Motte Pature-Bouchée, Roncenay, Rue-du-Bois, les Saint- François, Leger, Sébastien, les Saussiers, Savoisy, Sens-Commun, Tuilerie, Vallières-Haut, Vaugiraux, Vieille-Noue.

### Hydrographie

#### Réseau hydrographique
La commune est dans la région hydrographique « la Seine de sa source au confluent de l'Oise (exclu) » au sein du bassin Seine-Normandie. Elle est drainée par l'Armance, le Landion, le ru d'Avreuil, le ru du Parc, un bras le Grillon, le Grillon, le ru de l'Étang de Vanlay, le ru du Laps et divers autres petits cours d'eau,.
L'Armance, d'une longueur de 48 km, prend sa source dans la commune de Chaource et se jette  dans l'Armançon à Saint-Florentin, après avoir traversé 19 communes. 
Le Landion, d'une longueur de 26 km, prend sa source dans la commune de Quincerot et se jette  dans l'Armance à Davrey, après avoir traversé neuf communes. 

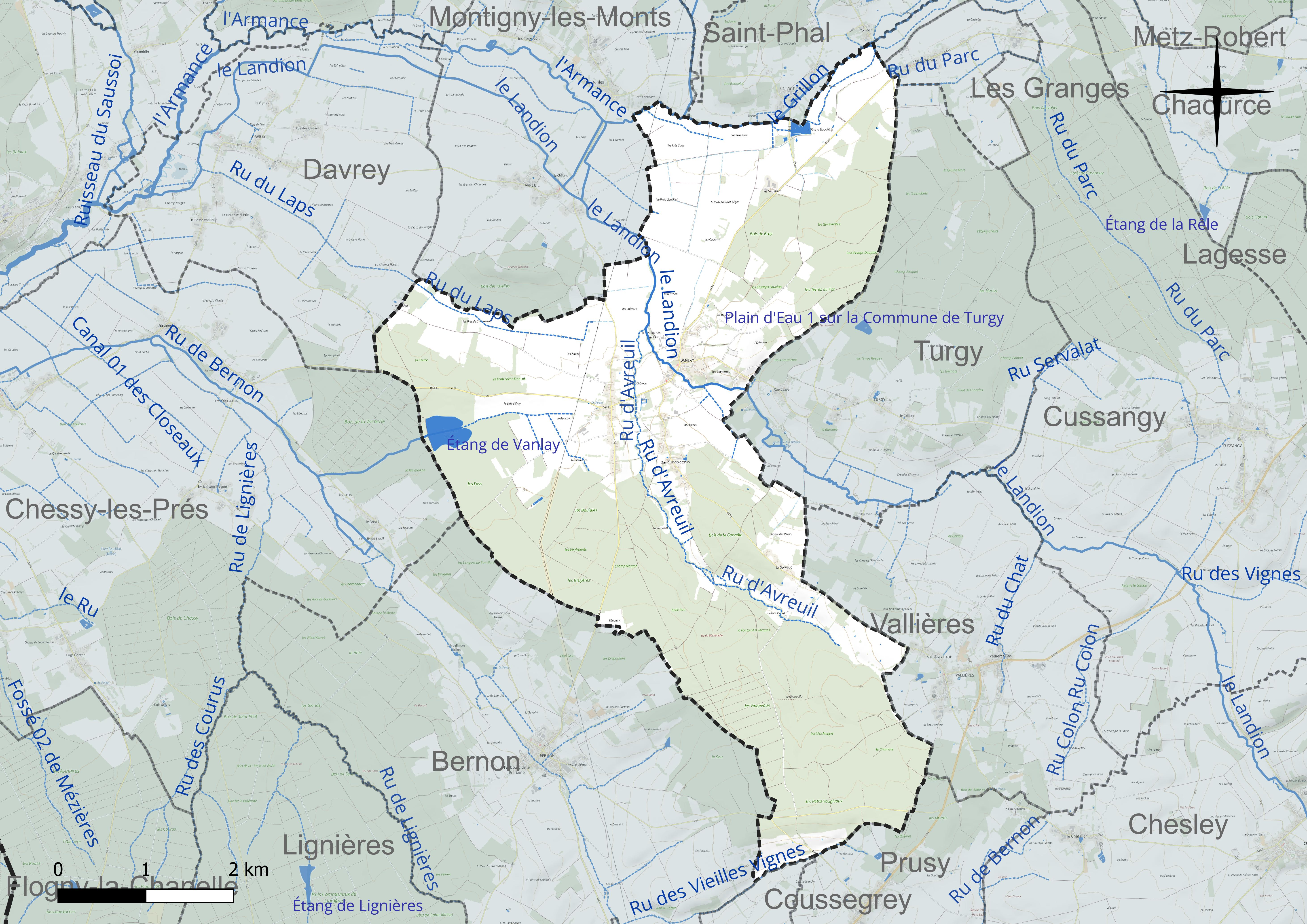
Réseau hydrographique de Vanlay.

Un plan d'eau complète le réseau hydrographique : l'étang de Vanlay (14,6 ha),.

#### Gestion et qualité des eaux
Le territoire communal est couvert par le schéma d'aménagement et de gestion des eaux (SAGE) « Armançon ». Ce document de planification concerne le territoire du bassin versant de l'Armançon qui s’étend sur 3 100 km2 et se répartit sur trois départements (l'Aube, l'Yonne et la Côte-d'Or). Il a été approuvé le 6 mai 2013. La structure porteuse de l'élaboration et de la mise en œuvre est le syndicat mixte du bassin versant de l'Armançon (SMBVA). 
La qualité des cours d’eau peut être consultée sur un site dédié géré par les agences de l’eau et l’Agence française pour la biodiversité. 

### Climat
Pour des articles plus généraux, voir Climat du Grand Est et Climat de l'Aube.
En 2010, le climat de la commune est de type climat océanique dégradé des plaines du Centre et du Nord, selon une étude du Centre national de la recherche scientifique s'appuyant sur une série de données couvrant la période 1971-2000. En 2020, Météo-France publie une typologie des climats de la France métropolitaine dans laquelle la commune est exposée à un climat océanique altéré et est dans la région climatique  Lorraine, plateau de Langres, Morvan, caractérisée par un hiver rude (1,5 °C), des vents modérés et des brouillards fréquents en automne et hiver. 
Pour la période 1971-2000, la température annuelle moyenne est de 10,6 °C, avec une amplitude thermique annuelle de 15,8 °C. Le cumul annuel moyen de précipitations est de 743 mm, avec 11,9 jours de précipitations en janvier et 8 jours en juillet. Pour la période 1991-2020, la température moyenne annuelle observée sur la station météorologique de Météo-France la plus proche, « Chessy-les-Prés_sapc », sur la commune de Chessy-les-Prés à 8 km à vol d'oiseau, est de 11,2 °C et le cumul annuel moyen de précipitations est de 756,5 mm. 
La température maximale relevée sur cette station est de 41,4 °C, atteinte le 25 juillet 2019 ; la température minimale est de −22,2 °C, atteinte le 2 janvier 1997,,. 
Les paramètres climatiques de la commune ont été estimés pour le milieu du siècle (2041-2070) selon différents scénarios d'émission de gaz à effet de serre à partir des nouvelles projections climatiques de référence DRIAS-2020. Ils sont consultables sur un site dédié publié par Météo-France en novembre 2022.

## Urbanisme

### Typologie
Au 1er janvier 2024, Vanlay est catégorisée commune rurale à habitat dispersé, selon la nouvelle grille communale de densité à 7 niveaux définie par l'Insee en 2022.
Elle est située hors unité urbaine. Par ailleurs la commune fait partie de l'aire d'attraction de Troyes, dont elle est une commune de la couronne,. Cette aire, qui regroupe 209 communes, est catégorisée dans les aires de 200 000 à moins de 700 000 habitants,.

### Occupation des sols
L'occupation des sols de la commune, telle qu'elle ressort de la base de données européenne d’occupation biophysique des sols Corine Land Cover (CLC), est marquée par l'importance des forêts et milieux semi-naturels (52,2 % en 2018), une proportion sensiblement équivalente à celle de 1990 (52,6 %). La répartition détaillée en 2018 est la suivante : 
forêts (52,2 %), terres arables (27,3 %), prairies (11 %), zones agricoles hétérogènes (9,5 %). L'évolution de l’occupation des sols de la commune et de ses infrastructures peut être observée sur les différentes représentations cartographiques du territoire : la carte de Cassini (XVIIIe siècle), la carte d'état-major (1820-1866) et les cartes ou photos aériennes de l'IGN pour la période actuelle (1950 à aujourd'hui).

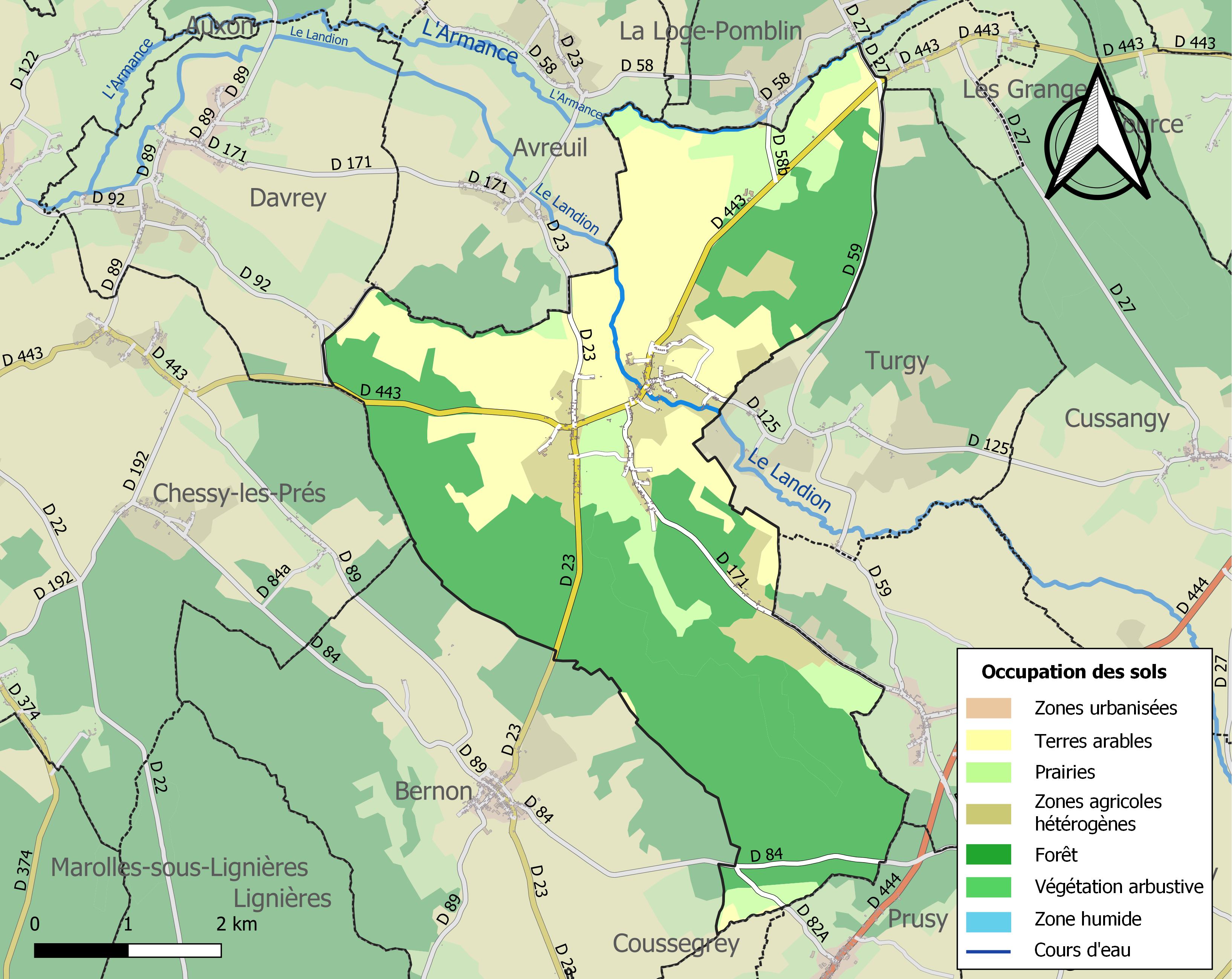
Carte des infrastructures et de l'occupation des sols de la commune en 2018 (CLC).

## Histoire
Le village est cité en 877 dans un don de Charles le Chauve à son fidèle Baudri et dépendait de Turgy. Le fief relevait de la seigneurie d'Ervy ; il était morcelé et fut détenu par exemple par la famille de Dinteville au XIVe siècle et intégrait le marquisat de Tanlay avec Louis Phélypeaux et ensuite par Jean Thévenin secrétaire du roi, gouverneur de Saint-Denis au début du XVIIe siècle.
En 1789, le village relevait de l'intendance et de la généralité de Paris, de l'élection de Saint-Florentin et du bailliage de Troyes.

### Vaugivaux
Aussi nommé Vaugirault, était un bois où les habitants de Turgy et Vanlay avaient des droits d'usage et qui faisait 1 500 arpents en 1639.

## Politique et administration
| Période                                  | Période  | Identité                                        | Étiquette | Qualité     |
| ---------------------------------------- | -------- | ----------------------------------------------- | --------- | ----------- |
| mars 2001                                | 2008     | M. Hervé Defert                                 |           |             |
| mars 2008                                | En cours | M. Jérôme Perrin Réélu pour le mandat 2020-2026 |           | Agriculteur |
| Les données manquantes sont à compléter. |          |                                                 |           |             |

## Démographie

### Évolution démographique
L'évolution du nombre d'habitants est connue à travers les recensements de la population effectués dans la commune depuis 1793. Pour les communes de moins de 10 000 habitants, une enquête de recensement portant sur toute la population est réalisée tous les cinq ans, les populations de référence des années intermédiaires étant quant à elles estimées par interpolation ou extrapolation. Pour la commune, le premier recensement exhaustif entrant dans le cadre du nouveau dispositif a été réalisé en 2007.

En 2022, la commune comptait 287 habitants, en évolution de −6,82 % par rapport à 2016 (Aube : +0,7 %, France hors Mayotte : +2,11 %).
| 1793 | 1800 | 1806 | 1821 | 1831 | 1836 | 1841 | 1846 | 1851 |
| ---- | ---- | ---- | ---- | ---- | ---- | ---- | ---- | ---- |
| 450  | 674  | 684  | 704  | 743  | 766  | 748  | 759  | 746  |

| 1856 | 1861 | 1866 | 1872 | 1876 | 1881 | 1886 | 1891 | 1896 |
| ---- | ---- | ---- | ---- | ---- | ---- | ---- | ---- | ---- |
| 722  | 765  | 750  | 713  | 719  | 730  | 689  | 684  | 658  |

| 1901 | 1906 | 1911 | 1921 | 1926 | 1931 | 1936 | 1946 | 1954 |
| ---- | ---- | ---- | ---- | ---- | ---- | ---- | ---- | ---- |
| 649  | 641  | 573  | 480  | 478  | 455  | 450  | 419  | 412  |

| 1962 | 1968 | 1975 | 1982 | 1990 | 1999 | 2006 | 2007 | 2012 |
| ---- | ---- | ---- | ---- | ---- | ---- | ---- | ---- | ---- |
| 429  | 355  | 288  | 293  | 290  | 321  | 313  | 312  | 316  |

| 2017 | 2022 | - | - | - | - | - | - | - |
| ---- | ---- | - | - | - | - | - | - | - |
| 304  | 287  | - | - | - | - | - | - | - |

### Pyramide des âges
En 2018, le taux de personnes d'un âge inférieur à 30 ans s'élève à 32,7 %, soit en dessous de la moyenne départementale (35,2 %). À l'inverse, le taux de personnes d'âge supérieur à 60 ans est de 30,9 % la même année, alors qu'il est de 27,7 % au niveau départemental.
En 2018, la commune comptait 153 hommes pour 145 femmes, soit un taux de 51,34 % d'hommes, largement supérieur au taux départemental (48,59 %).
Les pyramides des âges de la commune et du département s'établissent comme suit.
| Hommes | Classe d’âge | Femmes |
| ------ | ------------ | ------ |
| 0,7    | 90 ou +      | 2,8    |
| 7,2    | 75-89 ans    | 11,7   |
| 18,9   | 60-74 ans    | 20,7   |
| 25,9   | 45-59 ans    | 14,9   |
| 15,9   | 30-44 ans    | 16,0   |
| 13,4   | 15-29 ans    | 13,4   |
| 18,1   | 0-14 ans     | 20,5   |

| Hommes | Classe d’âge | Femmes |
| ------ | ------------ | ------ |
| 0,8    | 90 ou +      | 2,1    |
| 7,4    | 75-89 ans    | 10,2   |
| 17,4   | 60-74 ans    | 18,4   |
| 19,4   | 45-59 ans    | 19     |
| 17,8   | 30-44 ans    | 17,3   |
| 18,3   | 15-29 ans    | 15,9   |
| 19     | 0-14 ans     | 17,1   |

## Lieux et monuments
- L'église paroissiale Saint-Jean-Baptiste de Vanlay qui appartenait au doyenné de Saint-Vinnemer et de l'archidiaconé de Tonnerre. Elle était à la présentation de l'abbé de Montier-la-Celle, à la suppression de celui-ci elle devint à celle de l'évêque. Elle a eu comme succursale Turgy.
- Le château de Vanlay.
- Croix de cimetière de Vanlay.